# Couvent Saint-Étienne des Feuillants du Plessis-Piquet
Le  couvent des Feuillants, était un monastère  fondé en 1614 pour les religieux de l'ordre cistercien réformé des Feuillants, situé dans l'actuelle rue des Feuillants au Plessis-Robinson, ses bâtiments ont été rasés au début du XIXe siècle.

## Règle des Feuillants
Hippolyte Héliot et P.M. Bullot, nous apprennent dans Histoire des ordres monastiques que « Les Religieux alloient nuds pieds fans fandales, avoient toujours la tête nue, dormoient tout vêtus fur des planches;, et prenoient leur réfection à genoux fur le plancher. Il y en avoit même qui pour fe mortifier davantage ne beuvoient que dans des crânes de morts;, accomodés en forme de taffes. Ils ne fe fervoient que de vaiffelle de terre. Ils étoient fi fervents qu'ils ne vouloient mager ni œufs, ni poiffon, ni beurre, ni huile, ni même du fel, fe contentant pour toute nourriture de potage fait avec des herbes cuites feulement à l'eau et avec du pain d'orge pétri avec le fon: encore étoit-il fi noir; que les bêtes refufoient d'en manger... Ils retrancherent l'ufage fu vin »
Ils adoucirent par la suite cette règle, car quatorze religieux périrent lors d'un hiver rigoureux, avec notamment le retour de l'autorisation du vin et dans certains cas les œufs et la viande. 

## Histoire

### Fondation
En 1595, le Pape approuva les Constitutions de Jean de la Barrière. En 1613, l'abbé Jean XI de Saint-Malachie fait savoir à deux femmes pieuses qu'il aurait besoin de terrain pour y construire un couvent pas très loin de Paris afin de loger les novices et les étudiants de son abbaye. C'est donc grâce à la donation d'un corps d'hôtel par  Étiennette Gayneau ou Guéneau, attenant à l'hôtel particulier de Françoise de Cressey (Cressé), veuve de noble homme Jehan Le Tonnelier, seigneur du Breteuil, que ce couvent de moines feuillants fut fondé en 1614 au Plessis-Piquet dont l'église fut dédiée à saint Étienne et celle-ci en 1615 offrit sa grande ferme en la grande rue du lieu, tenant au chemin de Clamart à Paris, aboutissant par le bas au chemin Dieu.

### XVIIIesiècle
La Révolution marque un coup d’arrêt dans l’histoire du couvent. En exécution des décrets des 13 mai et 16 juillet 1790 qui mettaient à disposition de la nation l’ensemble des biens ecclésiastiques, les bâtiments et les terrains des Feuillants furent nationalisés. Progressivement abandonnés par les religieux, les bâtiments furent détruits et seul subsiste aujourd'hui au XXIe siècle un morceau du mur de la clôture, et un socle de statue en pierre de taille. 

## Costume
Ils portaient une robe ou coule blanche, sans scapulaire avec un grand capuce de même couleur se terminant en rond par devant jusqu'à la ceinture, et en pointe par derrière jusqu'au gras des jambes. Ils portaient une ceinture de la même étoffe que leur habit. Lorsqu'ils devaient sortir ils portaient des souliers et un immense chapeau.

## Description architecturale
L'église Saint-Étienne est un édifice orienté, dont le portail regarde vers l'orient, elle est pourvu d'un clocher, et ne fut achevée qu'en 1649. Elle mesure quinze toises de longueur sur cinq de large. Un mur intérieur la sépare en deux parties égales. L'une est réservée aux fidèles, l'autre aux religieux. Elle est d'une grande simplicité avec toutefois un beau retable d'autel. La partie arrière de l'autel renferme la sacristie qui est décente mais très humide. 
Le chœur a deux grandes croisées ornées de menuiseries, comporte des stalles

## Abbés
- 1611-1614 : Jean XI de Saint-Malachie
- 1614-1620 : Jean XII de Saint-Guilhem
- 1620-1625 : Charles II de Sainte-Marie
- 1625-1628 : Matthieu II de Saint-Gérard
- 1628-1634 : Charles III Vialart  (1)
- 1634-1637 : Charles IV Lausan
- 1637-1643 : Charles III Vialart  (2)
- 1643-1649 : Matthieu III Maillos  (1)
- 1649-1654 : Arnaud IX Trapier
- 1654-1660 : Matthieu III Maillos  (2)
- 1660-1666 : Arnaud X Boc
- 1666-1672 : Cosme Roger
- 1672-1678 : Pierre IV Roger
- 1678-1681 : Jean XIII David Toutsens
- 1681-1687 : Jean-Baptiste I Pradillon
- 1687-1689 : Antoine Frémicour
- 1689-1699 : Jean XIV Briard
- 1699-1702 : Jean-Baptiste II Pradillon
- 1702-1705 : Nicolas de Sainte-Scholastique
- 1705-1711 : Jean XV Granier
- 1711-1767 : Louis Palarin
- 1767-1791 : Blaise Donat

### Prieurs
- 17..-1790 : Dom Joseph Saint-Claude ( à l'état-civil Wailler)[2]
- 17..-1791 : Dom Le Clerc

## Titres, propriétés et revenus
Au XVIIe siècle les bois de la Garenne, de la Solitude forment un ensemble de parcelles boisées ou cultivées appartenant pour partie aux religieux feuillants, ainsi qu'à des propriétaires privés.
- Enclos des Feuillants comprenant, les bâtiments monastiques, l'église Saint-Étienne, jardin, verger et le bois. L'ensemble occupant le coteau et le fond du vallon.
- Bois de La Solitude dit autrefois Bois de la Haute-Vallée, planté d'arbres pour l'usage des religieux
- Bois de Fromont dit aujourd'hui Bois de la Garenne en grande partie tous constitués de chênes et châtaigniers.
- Bois des Feuillants 5 213 mètres carrés
- Bois du Plateau 20 303 mètres carrés
- Moulin au lieu-dit: Le Moulin-Fidel, ancienne tour de fortifications aménagée en moulin par les moines.
- Parcelles de terre sur les paroisses voisines

La propriété est saisie en 1791, elle comporte un peu plus de 14 hectares
- Françoise de Cressé, veuve de Jean Le Tonnellier : donation au monastère en construction au Plessis-Raoul dit Picquet de la congrégation de Notre-Dame des feuillants de portion d'une ferme à Paray (près Longjumeau)[4]
- En 1607 Étiennette Gaineau cofondatrice avec Françoise de Cressé du couvent des Feuillants du Plessis-Piquet donne à la Congrégation des Feuillants de Paris, une maison sise rue de la Barillerie, appelée  La Biche et ayant une autre issue sur la cour Saint Éloi[5]